# Miguel Verdial
Miguel Henriques Verdial (Peso da Régua, 15 de outubro de 1849 — Porto, 4 de junho de 1922) foi um actor e empresário teatral que se destacou como um dos mais conhecidos participantes da revolta de 31 de janeiro de 1891 no Porto. Em consequência dessa participação foi desterrado para Angola, de onde fugiu para França. Não terá sido um actor de grandes recursos, mas foi um homem empreendedor, esforçado e destemido, defensor das causas republicanas e dos princípios do cooperativismo.

## Biografia
Natural da freguesia de São Faustino de Peso da Régua, com 20 anos de idade estreou-se em 1869 no palco do Teatro Baquet do Porto, numa peça intitulada O 1.º de Dezembro de 1640 ou A restauração de Portugal. Ao tempo, a oferta teatral no Porto era escassa, resumindo-se ao vaudeville e à opereta, com fraca qualidade nas produções, as quais atraiam pouco público às salas de espectáculo.
Miguel Verdial, que dividia a sua actividade como actor pelos diversos teatros portuenses, foi forçado a assumir a direcção do Teatro da Trindade, na antiga Cancela Velha, para garantir trabalho. Esta fase de empresário e actor durou pouco, pois o Teatro da Trindade do Porto foi destruído por um violento incêndio poucas horas depois de ali ter terminado uma representação da peça A Pata de Cabra, de Alves Rente, espectáculo de grande sucesso por ele produzido.
A partir de 1876, inicialmente com uma reposição da peça A Pata de Cabra, trabalhou no Teatro da Trindade, de Lisboa, contracenando com relativo sucesso em várias óperas cómicas e burlescas e zarzuelas. A partir de 1880 fixou-se no Porto, como empresário e actor, trabalhando no Teatro Baquet e no Teatro Chalet, inaugurado em 1886 e onde permaneceu durante três temporadas. A sua actividade artística no Teatro Baquet cessa quando um incêndio o destrói por completo na noite de 20 de março de 1888.
Após o seu regresso ao Porto foi-se progressivamente empenhando no movimento operário, influenciado pelo ideário da Internacional Socialista e da Comuna de Paris, afirmando-se um dos mais destacados membros do Partido Republicano Português na cidade do Porto. Adere à Liga Patriótica do Norte (LPN), presidida por Antero de Quental, e à sua luta «pelos progressos que melhor garantam a independência da Nação», a favor da qual organizou inúmeros espectáculos de beneficência no Teatro do Príncipe Real (actual Teatro Sá da Bandeira). A crescente popularidade de Miguel Verdial favoreceu a corrente radical do Partido Republicano Português no debate interno em defesa da revolução como a única forma capaz de derrubar a Monarquia.
Dirigente republicano, aquando do ultimato britânico de 1890, e iniciado na Maçonaria, na Loja Independência, Verdial foi uma das personalidades portuenses que se manifestou publicamente contra a transigência portuguesa face aos interesses coloniais britânicos. Nessa altura promoveu um espectáculo de angariação de fundos para a Liga Patriótica do Norte, realizado no Teatro do Príncipe Real do Porto.
Quando eclodiu a revolta de 31 de Janeiro de 1891 coube a Miguel Verdial intermediar nas conversações com os oficiais do Regimento de Infantaria n.º 18, na tentativa de conseguir a sua adesão ao movimento. Após o discurso de aclamação da República proferido por Alves da Veiga, foi Verdial que anunciou, de uma das janelas dos Paços do Concelho do Porto, a composição do Governo Provisório presidido por Rodrigues de Freitas. Fracassada a tentativa de implantar um regime republicano em Portugal, Verdial foi detido a bordo do vapor Moçambique, transformado numa improvisada presiganga fundeada em Leixões, a bordo do qual foi julgado em Conselho de Guerra, tendo sido condenado a 3 anos de degredo em Angola.
Em Angola, em conjunto com o capitão António Amaral Leitão, o conhecido Capitão Leitão, condenado a desterro pelas mesmas razões, decidiu tentar um arrojado plano de fuga escondidos num caixote que seria embarcada com destino a Portugal.
Com esse objectivo, fizeram construir uma caixa com as dimensões adequadas para esconder os dois foragidos, que se deveriam manter sentados voltados um para o outro, sobre recipientes contendo garrafas de água, latas de conserva, alguns pães e bolachas. O caixote, com furos em cada face para que pudessem respirar, foi embarcado com destino ao Havre no navio Ville de Maranhao, do armador francês Chargeurs Réunis, acompanhado por uma guia que declarava que continha um piano. A viagem, depois de escalas em Ambriz e Nóqui, deveria passar por Boma, porto onde dariam sinal da sua presença, declarando-se foragidos políticos. Contudo, ao cabo de dois dias de penoso encaixotamento, quando o mavio estava para fundear em Ambriz, um oficial de bordo passou no convés deserto e ouviu um ciciar de vozes vindo do caixote. Dado o alarme, o caixote foi aberto e os clandestinos detidos e interrogados, não conseguindo, por desconhecimento da língua francesa, explicar a sua situação. Chegados a Ambriz, foram entregues às autoridades portuguesas que os internaram na fortaleza, aguardando instruções sobre o procedimento a adoptar.
Apesar do desaire da tentativa, enquanto estavam detidos na fortaleza conseguiram a cumplicidade de alguns militares de ideário republicano que estavam destacados em Ambriz. Atraíram o comandante do forte a uma festa e distribuíram bebidas alcoólicas em abundância pelos guardas, permitindo a fuga. Evadidos do forte de Ambriz, Miguel Verdial e o seu companheiro Leitão partiram por mar num caíque que lhes fora arranjado pelos cúmplices, com o qual depois de três dias e três noites de difícil navegação chegaram a Libreville, no Congo Francês, de onde partiram para Paris. Miguel Verdial permaneceria em França, mas o Capitão Leitão partiu para o Brasil.
Amnistiado em 1893, Miguel Verdial voltou a Portugal e fixou-se no Porto. Embora pretendesse dedicar-se novamente à actividade teatral, essa actividade durou pouco tempo, pois apesar de ainda ter participado em quatro espectáculos que subiram a cena em Lisboa e Porto, o seu espírito empreendedor e a sua incessante luta por uma sociedade melhor e mais justa levou-o a dedicar-se às causas do cooperativismo, em que se empenhou até falecer. Miguel Verdial foi bisavô do cantor e autor Sérgio Godinho.